# Milovan Petroviḱ
Milovan Petroviḱ (in macedone Милован Петровиќ?; Kavadarci, 23 gennaio 1990) è un calciatore macedone, centrocampista del Tikveš Kavadarci.

## Caratteristiche tecniche
Esterno sinistro, può giocare come esterno destro e come terzino sinistro.

## Palmarès

### Club

#### Competizioni nazionali
- Coppa di Macedonia: 1

Rabotnički: 2013-2014
- Campionato macedone: 1

Rabotnički: 2013-2014